# Veronika Mikulášková
Veronika Mikulášková (født 16. oktober 2000) er en tjekkisk håndboldspiller, som spiller for DHK Baník Most og Tjekkiets kvindehåndboldlandshold.
Hun deltog ved EM 2018 i Frankrig og EM 2020 i Danmark.